# Hatuša
Hatuša ili Hatušaš (URUḪa-at-tu-ša 𒌷𒄩𒀜𒌅𒊭, tj. Ḫattuša; turski: Hattuşaş) bila je glavni grad Hetitskog Carstva. Smještena je u blizini današnjeg sela Boğazkale (nekoć poznatog kao Boğazköy), u turskoj pokrajini Çorum, odnosno na zavoju rijeke Kızıl (Marashantiya u hetitskim izvorima i Halys u antici) u središnjoj Anatoliji, oko 145 km sjeveroistočno od Ankare.
Arheološki lokalitet hetitske prijestolnice Hatuše je dodan na popis svjetske baštine UNESCO-a godine 1986. zbog svoje urbane organizacije i sačuvane arhitekture (zidine s Lavljim i Kraljevskim vratima s ukrasima, hramovi, kraljevske rezidencije, utvrde), koji je s isklesnim stijenama svetišta Jazilikaja (Yazılıkaya), snažno utjecao na razvoj arhitekture i umjetnosti u Anatoliji i sjevernoj Siriji u 2. tisućljeću prije Krista.

## Povijest
Ovaj lokalitet je bio naseljen pred-hetitskim pučanstvom oko 3. tisućljeća pr. Kr. koje je nagovorilo asirske trgovce da se dosele i razviju trgovinu. Oko 1720. pr. Kr. godine uništio ga je hetitski vladar Anitta. Od tada, pa sve do 10. stoljeća pr. Kr., Hatuša je bila prijestolnicom carstva koje se prostiralo Anatolijom i sjevernom Sirijom. Hetitski kraljevi uzimali su naziv Hatušili, tj. "iz Hatuše", i poznato je 27 kraljeva s ovim nazivom.
Arheološki lokalitet pronađen je 1834. godine, ali nije sustavno istraživan do 1904. godine kada je pronađena i jedna od kopija najstarijeg mirovnog sporazuma između Hatušilija III. i egipatskog faraona Ramzesa II. koji je pomogao identificirati grad. Od tada su njemački i turski arheolozi jako napredovali u spoznajama o gradu. Zapravo, istraživanje Hattuše koje je izveo Njemački arheološki institut (Deutsches Archäologisches Institut) može poslužiti kao primjer kako se trebaju planirati i sprovoditi dugogodišnja arheološka istraživanja.
Od 2005. godine u Hatuši su obnovljene zidine od opeke duljine 65 metara, visine od 7 do 8 metara s dva tornja visine do 13 metara.

## Odlike
Na vrhuncu moći grad se prostirao na cijeloj visoravni promjera 2,1 x 1,3 km, a u 13. stoljeću pr. Kr. grad je okružen sustavom dvostrukih zidina duljine od oko 8 km. Na istočnom kraju su dodatno utvrđeni utvrdom Kajali Boğäz, 1,5 km od Kraljevskih vrata.
Najbolje sačuvane dvostruke zidine protežu se od Lavljih vrata na zapadu do Kraljevskih vrata na istoku, koja su jedina sačuvana gradska vrata od izvornih pet. Unutar zidina najveličanstveniji ostaci utvrda, s podzemnim prolazima, nalaze se na južnom i istočnom dijelu, dok se na sjeverozapadu (gdje je danas selo Bogâzkale) nalazio Donji grad sa stambenim kompleksima. Grad je imao stambenu četvrt, palaču i četiri hrama. Najznamenitija građevina je Veliki hram posvećen bogu oluja i božici sunca, Arinni, koji je okružen trgovinama. Tisuće pločica s klinastim pismom su pronađene na ovom mjestu.
Nedaleko prema sjeveru od hrama nalazilo se asirsko naselje Karum koje je imalo građevine koncentrirane oko središnjeg trga. Njegov jedan dio je stariji od hetitskih vremena.
Na sjeveru se nalazio kraljevski kompleks s dvorcem-citadelom Büyükkale, izgrađenom na vrhu brda. Dalje na sjeveru, izvan zidina, nalazi se nekropola Osmankayası isklesana u stijenama i kraljevsko svetište Jazilikaja čiji su zidovi ukrašeni neupitnim remek-djelom hetitske umjetnosti.
- Kraljevski portal
- Gornji grad s palačom
- Mirovni sporazum iz Kadeša
- Svetište Yazilikaya
- Reljef "Dvanaest bogova" iz Yazilikaye

## Vanjske poveznice
- Hatuša  Arhivirana inačica izvorne stranice od 4. lipnja 2011. (Wayback Machine) na stranicama Njemačkog arheološkog insituta (eng.)
- Hattusas  Arhivirana inačica izvorne stranice od 30. lipnja 2009. (Wayback Machine) (eng.)
- slike